# 侏羅獵龍屬
侏羅獵龍屬（學名：Juravenator）是一屬小型的虛骨龍類恐龍，只有約75公分長，生存於1億5200萬到1億5100萬年前的德國侏羅山脈。目前只有發現一個化石，是一個幼年個體。侏羅獵龍的尾巴基部與後肢，發現了鱗片皮膚痕跡。

## 發現與命名過程

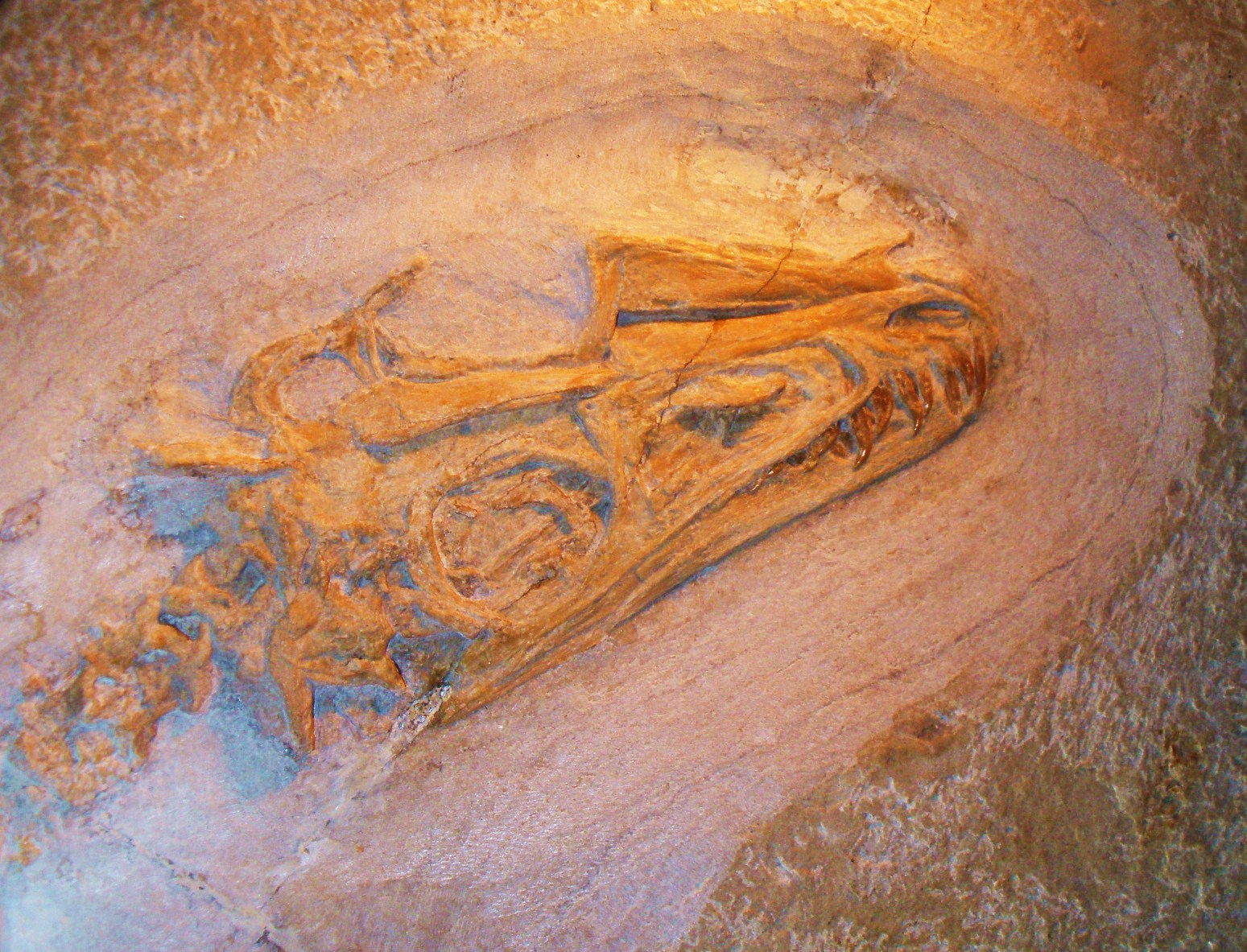
侏羅獵龍的頭顱骨

在1998年夏季，德國艾希施泰特縣的艾希施泰特侏羅博物館，組成一個挖掘團隊，挖掘附近的石灰岩層。在挖掘活動的末期，業餘古生物學家Klaus-Dieter Weiß與其兄弟在一塊石灰岩版發現明顯的脊椎骨化石。經過初步的化石處理、清理母岩後，發現這是一個小型獸腳類恐龍的化石。但由於化石本身易碎，清除周圍的硅酸钙母岩過程緩慢而昂貴。之後進行電腦斷層掃描，以研究內部化石是否具有研究價值。掃描結果發現只有偵測到頸部與週圍的凌亂不明物體，因此清除母岩過程暫停。在1999年，Günther Viohl在科學文獻首次提到這種新化石。到了2001年，德國媒體以「Borsti」稱呼這個標本，因為這個標本當時被推論有鬃毛狀的原始羽毛。在2003年，艾希施泰特侏羅博物館的新館長Martina Kölbl-Ebert，決定完成這個標本的化石處理程序。經過700個小時的處理過程後，終於揭露化石的完整樣貌。
在2006年，路易斯·齊亞普（Luis Chiappe）與烏蘇拉·格里奇（Ursula Göhlich）將這個化石敘述、命名，模式種是斯氏侏羅獵龍（J. starki）。屬名意為「侏羅山的獵人」；種名則是以該挖掘地點的擁有者Stark家庭為名。
正模標本（編號JME Sch 200）是一個幾乎完整的身體骨骼與頭顱骨，只缺少尾巴末段，關節呈未脫落、天然狀態，是一個幼年個體。化石發現於派恩滕組（Painten Formation）地層，地質年代約1億5200萬到1億5100萬年前，相當於啟莫里階晚期。化石發現處是個海相沉積層，顯示這個個體可能死後被沖刷到海床裡。化石的某些部位，有疑似軟組織或羽毛的痕跡。這個侏羅獵龍化石，被認為是已知最完整的歐洲獸腳類恐龍化石。

人類與侏羅獵龍的體型比較圖

## 敘述
侏羅獵龍是種小型、二足掠食性動物。正模標本是個幼年個體，身長約75公分。格里奇等人列出侏羅列龍的可鑑定特徵。前上頜骨有4顆牙齒，牙齒的後側上方1/3段有鋸齒狀邊緣。前上頜骨的齒列、上頜骨的齒列之間沒有明顯齒縫。上頜骨有8顆牙齒，與其他獸腳類恐龍相比，數量較少。眶前孔（Fenestra antorbitalis）長，延伸至頭顱骨前段。肱骨相當短。手掌的指爪形狀獨特，指爪基部寬、前段忽然變得狹窄。中段尾椎的脊椎關節突（Zygapophyses）呈弓狀。
在2011年，科學家比較恐龍、現代鳥類與爬行動物的鞏膜環大小，提出侏羅獵龍可能屬於夜行性的動物。

## 羽毛與鱗片

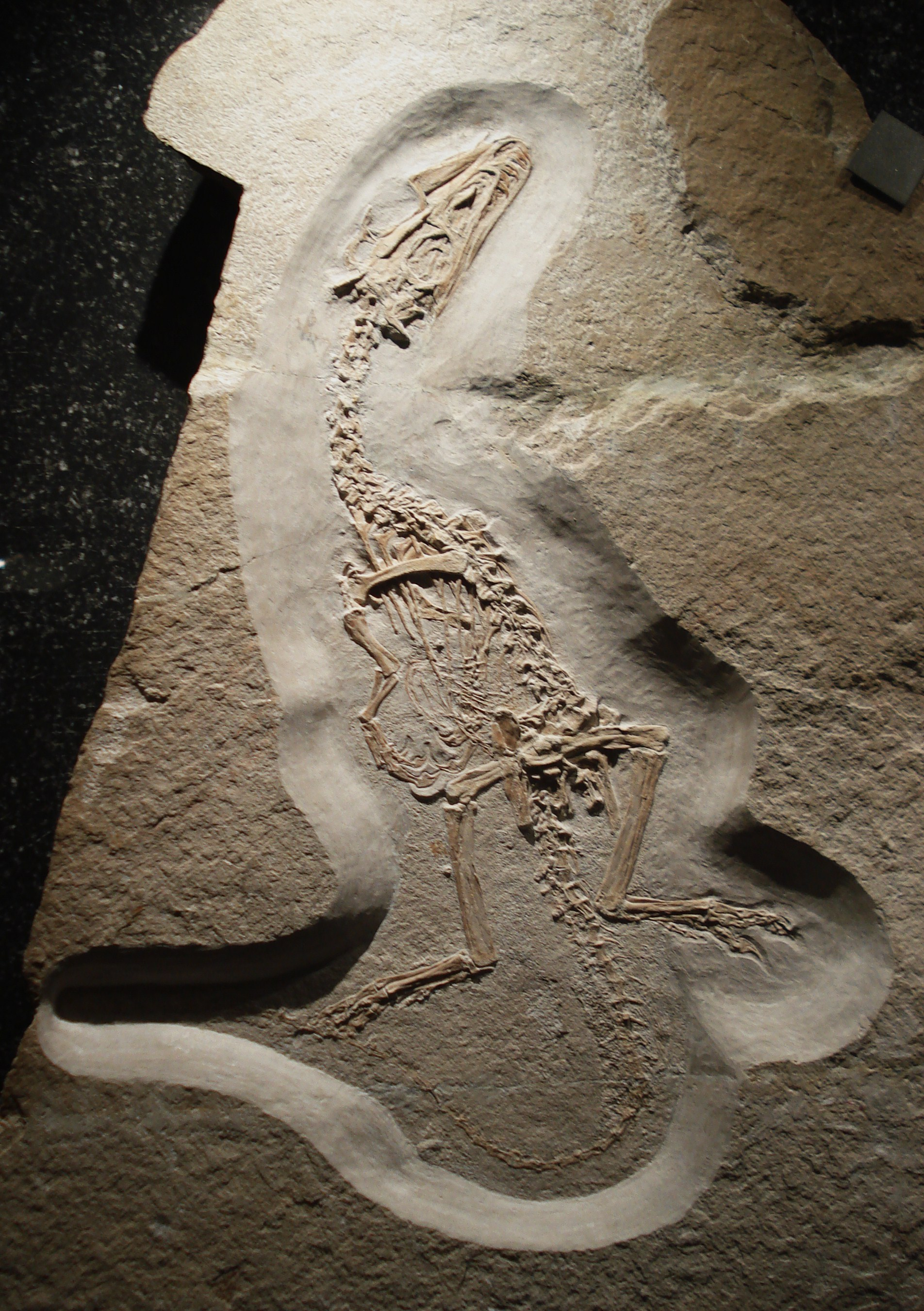
侏羅獵龍的正模標本

侏羅獵龍最初被發表是美頜龍科的物種，且是有羽毛的中華龍鳥與中華麗羽龍的近親；同屬美頜龍科的美頜龍，其中一個標本的尾巴基部則發現了鱗片。但是侏羅獵龍的某些部位，第8節到第22節尾椎、小腿等部位，卻顯示只有普通恐龍的鱗片，並沒有任何羽毛的痕跡。在2006年，徐星於《自然》雜誌表示，羽毛的早期演化非常複雜、多樣化，超過目前對現代鳥類羽毛的認知。根據羽毛形態在演化樹的分佈、發展情況，原始羽毛應出現在虛骨龍類的演化早期，且為構造簡單的纖維狀結構。徐星按照演化位置推測，侏羅獵龍可能具有原始羽毛，僅覆蓋身體的小部分，其他部分則覆蓋者鱗片。他並推測，羽毛曾多次獨自演化出現，然後某些演化支又重新演化出鱗片。另外，侏羅獵龍的化石周圍，有發現疑似原始羽毛的可疑痕跡。
對此，古生物學家馬克·諾瑞爾（Mark Norell）也認為牠的尾巴鱗片顯示了一些有羽毛的可能性：
- 侏羅獵龍可能像現今一些局部身體沒有羽毛的鳥類般，是演化過程中失去羽毛的。
- 在不同種類的恐龍中，羽毛的演化可能多於一次。
- 由於已知的侏羅獵龍骨骼是屬於幼體的，可能當長大後會長出羽毛，或是季節性的失去羽毛。
- 羽毛很難在化石化過程中保存，而侏羅獵龍的標本未能保存羽毛。

對侏羅獵龍的進一步研究，支持了徐星的侏羅獵龍具有羽毛理論。在侏羅獵龍的命名研究中，發現臀部與尾巴上側有暗淡的絲狀結構痕跡，可能是原始羽毛。在2010年的一個更深入研究，將標本經過紫外線照射檢驗，發現絲狀結構的範圍其實更廣泛，絲狀結構類似其他美頜龍科的原始羽毛，例如中華龍鳥。這次紫外線照射檢驗，也發現口鼻部、小腿部位也覆蓋鱗片；尾椎的人字骨之間，則發現垂直的膠狀纖維。在2012年，一份研究分析了侏羅獵龍的化石埋葬環境狀況。

## 分類
侏羅獵龍最初被歸類於美頜龍科的物種，但後來的研究發現原先侏羅獵龍的分類有問題。這項研究發現侏羅獵龍並非屬於美頜龍科，而是手盜龍類的原始物種。上述爭議的根本原因，可追溯到美頜龍科是原始的虛骨龍類、或屬於手盜龍類。
在2010年，齊亞比與格里奇發表侏羅獵龍的重新研究，發現牠們與美頜龍有許多類似特徵，因此侏羅獵龍可能屬於美頜龍科。但他們同時也提出，美頜龍科可能是虛骨龍類演化過程中的某個階段集合體，而非單系群演化支。在2011年，克里斯提亞諾·沙索（Cristiano Dal Sasso）與Simone Maganuco提出不同意見，認為美頜龍科是個單系群，而侏羅獵龍屬於美頜龍科，是中華龍鳥的姊妹分類單元。

## 外部連結
- 國家地理雜誌的侏羅獵龍圖